# M/S Stena Nautica
M/S Stena Nautica är ett ropaxfartyg, som ägs av Stena Line. Hon trafikerar en färjerutt mellan Sverige och Danmark över Kattegatt, tidigare Varberg–Grenå och från 2020 Halmstad–Grenå.  Stena Nautica seglar under svensk flagg. 
Danske Statsbaner beställde i september 1983 två likadana ropaxfartyg för rutten Århus– Kalundborg av Nakskov Skibsværft. Systerfartygen levererades 1985 och 1986 som M/S Peder Paars respektive  M/S Niels Klim, döpta efter figurer i Ludvig Holbergs diktning.
Den 16 februari 2004 kolliderade Stena Nautica i dålig sikt med det polska lastfartyget Joanna strax utanför Varberg.

## Tidigare fartyg med namnet M/SStena Nautica[7]
| Tid       | Sjösatt som       | År   | Senare namn        | Typ   |
| --------- | ----------------- | ---- | ------------------ | ----- |
| 1974–1974 | M/S Stena Nautica | 1974 | M/S Marine Nautica | Ropax |
| 1982–1983 | M/S Stena Nordica | 1975 | Reine Astrid       | Ropax |
| 1984–1987 | M/S Stena Nordica | 1973 | Versailles         | Ropax |